# 2. redovita opća skupština Biskupske sinode
Druga redovita opća skupština Biskupske sinode održana je od 30. rujna do 6. studenog 1971. godine. Tema sinode bila je: Ministerijalno svećeništvo i pravda u svijetu.
U radu sinode biskupa sudjelovalo je 210 sinodalnih otaca. Kao predstavnik hrvatskoga episkopata sudjelovao je zagrebački nadbiskup Franjo Kuharić.
Na kraju sinode izdana su dva dokumenta. Prvi dokument Ultimis temporibus posvećen je ministerijalnom svećeništvu. Drugi dokument Convenientes ex universo posvećen je pravdi u svijetu.
Papa Pavao VI. je 24. studenog primio u audijenciju državnoga tajnika Jeana Villota te je odobrio njihovo objavljivanje što je kardinal Villot učinio 30. studenog 1971. godine.

### Članci
- Vukšić, Tomo. 2006. Teme i način rada generalnih biskupskih sinoda (1967.-2001.). Vrhbosnensia. Univerzitet u Sarajevu – Katolički bogoslovni fakultet. Sarajevo. 10 (1): 49–78